# Parthenope (Napels)

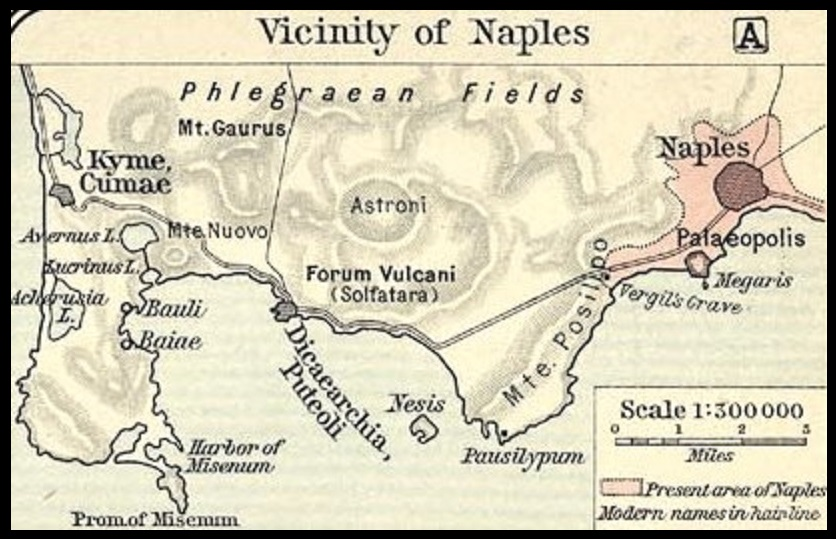
Links de Oud-Griekse stad Cumae. Rechts het Oud-Griekse Napels met de twee zustersteden Palaeopolis en Neapolis

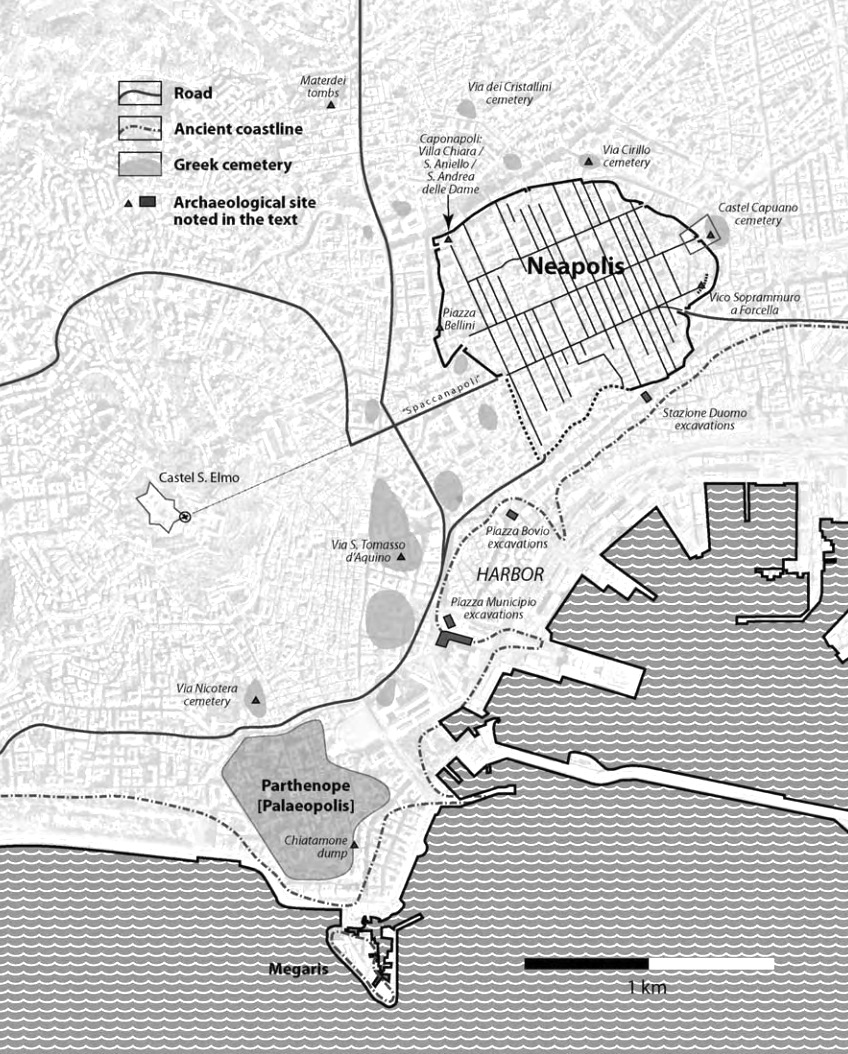
Detailkaart

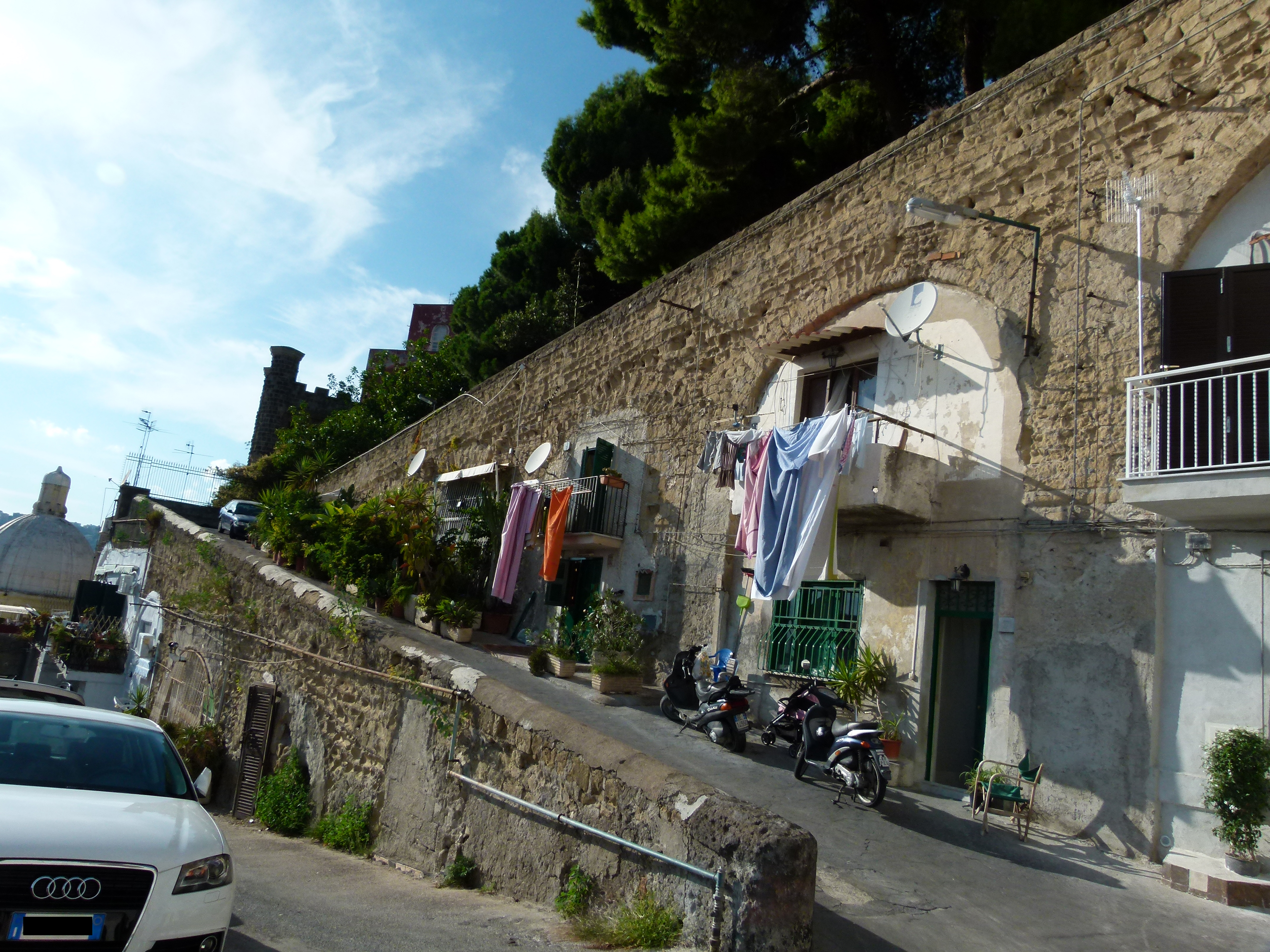
Berg Echia of Pizzofalcone in Napels

Parthenope of Palaeopolis (Oudgrieks voor 'Oude Stad') was de Griekse nederzetting sinds circa de 8e eeuw v.Chr in het gebied dat later de Italiaanse stad Napels werd. Parthenope was er de allereerste Griekse kolonie, in tegenstelling tot Neapolis of Nieuwe Stad die van latere datum is. Parthenope bevond zich in de wijk San Ferdinando of Eerste Kwartier van Napels.

## Historiek
De Grieken in Parthenope waren afkomstig van Rhodos. Volgens de legende was Falero (Latijn: Phalerum) hun eerste kolonistenleider. De mensen uit Rhodos troffen bewoners aan in de grotten op het vasteland en noemden hen troglodytes of holbewoners. De kolonie bevond zich op het eiland/schiereiland Megaride vlak voor de kust van wat heden Napels is. Megaride was goed te verdedigen door de kolonisten. Bovendien was er op het vasteland destijds de monding van de rivier Sebeto. De Sebeto voorzag de kolonisten van zoet water. De humanist Giovanni Pontano beschreef in het Latijn het huwelijk tussen de rivier Sebeto en de nimf Parthenope in zijn werk Lepidina (15e eeuw). De naam Parthenope voor de stad verwijst naar de nimf Parthenope die op Megaride of aan de Sebeto werd begraven volgens de mondelinge verhalen.
Progressief ontstond er rivaliteit tussen Parthenope en de machtige Griekse kolonie ten westen, Kyme ofwel Cumae. Grieken uit Cumae infiltreerden en migreerden meer en meer naar Parthenope. Mogelijks verwoestten ze hun concurrent op Megaride. De nederzetting Parthenope breidde uit door deze mensen uit Cumae. Hun nederzetting omvatte niet alleen Megaride maar ook, op het vasteland, de berg Echia. Echia wordt sinds de Middeleeuwen Pizzofalcone genoemd. Zo verrees op Echia een Griekse stad, zoals vele andere in Magna Graecia. De stad Parthenope kende een akropolis bovenop de Echia alsook een necropolis.
In de 6e eeuw v.Chr. was Parthenope een bloeiende Griekse handelsstad. Ze geraakte in verval omdat de moederkolonie Cumae onder druk kwam te staan van de Etrusken. De Grieken uit Cumae bouwden evenwel een tweede stad, naast de berg Echia, aan de kustlijn (5e eeuw v.Chr.). De stad werd Neapolis of Nieuwe Stad genoemd; vandaar de betekenis van de naam Napels. Parthenope kreeg bijgevolg de naam Palaeopolis of de Oude Stad. Mogelijks bestonden de Nieuwe Stad en de Oude Stad als twee zustersteden naast elkaar. De Romeinse schrijvers Plinius de Oudere en Suetonius suggereerden dit. Titus Livius stelde affirmatief dat beide zustersteden naast elkaar bestonden, want hij meende dat Romeinse troepen tussen beide hun kamp hadden opgeslagen tijdens de Tweede Samnitische oorlog.
Alleszins daalde de macht van Palaeopolis duidelijk. De stad ontvolkte en hield op te bestaan. Alleen Neapolis bleef bestaan. In Neapolis was er uitbreiding met urbanisatie mogelijk, omdat er de ruimte voor was. Droge rivierbeddingen werden straten en velden werden ontgonnen. Uitbreiding van de Oude Stad was daarentegen fysiek onmogelijk.

## Herinnering
Bij de revolutie van 1799, onder stimulans van Napoleon Bonaparte, vormden de Napolitanen het koninkrijk Napels om tot de Parthenopeïsche Republiek. Dit verwijst naar de Oude Stad of Parthenope.